# Lycenchelys chauliodus
Lycenchelys chauliodus är en fiskart som beskrevs av Anderson, 1995. Lycenchelys chauliodus ingår i släktet Lycenchelys och familjen tånglakefiskar. Inga underarter finns listade i Catalogue of Life.